# Samasoge
Samasoge is een bestuurslaag in het regentschap Flores Timur van de provincie Oost-Nusa Tenggara, Indonesië. Samasoge telt 326 inwoners (volkstelling 2010).